# Cleveland Browns 2008
La stagione 2008 dei Cleveland Browns è stata la 55ª della franchigia nella National Football League. La squadra terminò con un record di 4-12, mancando l'accesso ai playoff per il sesto anno consecutivo. Nel finale di stagione i Browns non riuscirono a segnare un touchdown per 25 quarti consecutivi e non segnarono alcun punto nelle ultime due gare.

## Roster
|  | |  | |  | |  | |  |  |
|  | Quarterback - 13 Richard Bartel - 7 Bruce Gradkowski Running back - 41 Charles Ali FB - 35 Jerome Harrison - 31 Jamal Lewis - 28 Allen Patrick - 47 Lawrence Vickers FB Wide receiver - 16 Josh Cribbs KR/PR - 17 Braylon Edwards - 89 Paul Hubbard - 18 Donté Stallworth - 12 Syndric Steptoe Tight end - 88 Brad Cieslak - 87 Darnell Dinkins - 85 John Madsen - 86 Martin Rucker - 80 Kellen Winslow II |  | Offensive linemen - 66 Hank Fraley C - 70 Rex Hadnot G - 68 Seth McKinney C - 77 Kevin Shaffer T - 61 Isaac Sowells T - 65 Eric Steinbach G - 73 Joe Thomas T - 79 Scott Young G Defensive linemen - 93 Louis Leonard DE - 92 Shaun Rogers NT - 71 Ahtyba Rubin NT - 91 Shaun Smith DE - 97 Santonio Thomas DE - 99 Corey Williams DE |  | Linebacker - 59 Titus Brown OLB - 54 Andra Davis ILB - 53 Kris Griffin ILB - 96 Alex Hall OLB - 52 D'Qwell Jackson ILB - 55 Willie McGinest OLB - 51 Shantee Orr OLB - 94 Leon Williams ILB - 95 Kamerion Wimbley OLB Defensive back - 42 Hamza Abdullah SS - 20 Mike Adams FS - 25 Terry Cousin CB - 23 Travis Daniels CB - 26 Sean Jones SS - 30 Gerard Lawson CB - 22 Brandon McDonald CB - 21 Brodney Pool FS - 27 Nick Sorensen SS - 24 Eric Wright CB Special team - 4 Phil Dawson K - 64 Ryan Pontbriand LS - 15 Dave Zastudil P |  | Lista delle riserve - 3 Derek Anderson QB (IR) - 58 Beau Bell ILB (IR) - 11 Ken Dorsey QB (IR) - 62 Lennie Friedman G/C (IR) - 82 Steve Heiden TE (IR) - 39 Daven Holly CB (IR) - 84 Joe Jurevicius WR (PUP) - 56 Antwan Peek OLB (IR) - 97 Chase Pittman DE (IR) - 10 Brady Quinn QB (IR) - 98 Robaire Smith DE (IR) - 72 Ryan Tucker T/G (IR) - 29 Jason Wright RB (IR) - 69 Eric Young G (NF-Inj.) Squadra di allenamento - 44 Jed Collins TE - 8 Mike Dragosavich P - 62 Dustin Fry C - 90 David Holloway ILB - 9 Lance Leggett WR - 69 Christian Mohr DE Int'l - 60 Melila Purcell DE - 74 Kurt Quarterman G - 83 Steve Sanders WR Rookie in corsivo |  |  |

## Calendario
| Stagione regolare |                    |                         |                    |                    |                          |                    |
| Turno             | Data               | Avversario              | Risultato          | Record             | Stadio                   | Sintesi            |
| 1                 | 7 settembre        | Dallas Cowboys          | S 10–28            | 0–1                | Cleveland Browns Stadium | Recap              |
| 2                 | 14 settembre       | Pittsburgh Steelers     | S 6–10             | 0–2                | Cleveland Browns Stadium | Recap              |
| 3                 | 21 settembre       | at Baltimore Ravens     | S 10–28            | 0–3                | M&T Bank Stadium         | Recap              |
| 4                 | 28 settembre       | at Cincinnati Bengals   | V 20–12            | 1–3                | Paul Brown Stadium       | Recap              |
| 5                 | Settimana di pausa | Settimana di pausa      | Settimana di pausa | Settimana di pausa | Settimana di pausa       | Settimana di pausa |
| 6                 | 13 ottobre         | New York Giants         | V 35–14            | 2–3                | Cleveland Browns Stadium | Recap              |
| 7                 | 19 ottobre         | at Washington Redskins  | S 11–14            | 2–4                | FedEx Field              | Recap              |
| 8                 | 26 ottobre         | at Jacksonville Jaguars | V 23–17            | 3–4                | Alltel Stadium           | Recap              |
| 9                 | 2 novembre         | Baltimore Ravens        | S 27–37            | 3–5                | Cleveland Browns Stadium | Recap              |
| 10                | 6 novembre         | Denver Broncos          | S 30–34            | 3–6                | Cleveland Browns Stadium | Recap              |
| 11                | 17 novembre        | at Buffalo Bills        | V 29–27            | 4–6                | Ralph Wilson Stadium     | Recap              |
| 12                | 23 novembre        | Houston Texans          | S 6–16             | 4–7                | Cleveland Browns Stadium | Recap              |
| 13                | 30 novembre        | Indianapolis Colts      | S 6–10             | 4–8                | Cleveland Browns Stadium | Recap              |
| 14                | 7 dicembre         | at Tennessee Titans     | S 9–28             | 4–9                | LP Field                 | Recap              |
| 15                | 15 dicembre        | at Philadelphia Eagles  | S 10–30            | 4–10               | Lincoln Financial Field  | Recap              |
| 16                | 21 dicembre        | Cincinnati Bengals      | S 0–14             | 4–11               | Cleveland Browns Stadium | Recap              |
| 17                | 28 dicembre        | at Pittsburgh Steelers  | S 0–31             | 4–12               | Heinz Field              | Recap              |

Note: gli avversari della propria division sono in grassetto.

## Classifiche
| AFC North               |    |    |   |      |     |      |     |     |     |
|                         | V  | S  | P | %    | DIV | CONF | PF  | PS  | STR |
| (2) Pittsburgh Steelers | 12 | 4  | 0 | .750 | 6–0 | 10–2 | 347 | 223 | V1  |
| (6) Baltimore Ravens    | 11 | 5  | 0 | .688 | 4–2 | 8–4  | 385 | 244 | V2  |
| Cincinnati Bengals      | 4  | 11 | 1 | .281 | 1–5 | 3–9  | 232 | 350 | V3  |
| Cleveland Browns        | 4  | 12 | 0 | .250 | 1–5 | 3–9  | 204 | 364 | S6  |